# Willem de Beer
Willem de Beer (* 14. März 1988 in Pretoria) ist ein südafrikanischer Sprinter, der sich auf die 400-Meter-Distanz spezialisiert hat.
2011 wurde er Zweiter bei den Südafrikanischen Meisterschaften. Bei den Leichtathletik-Weltmeisterschaften in Daegu gewann er mit der südafrikanischen Mannschaft Silber in der 4-mal-400-Meter-Staffel, nachdem er kurz zuvor bei der Universiade in Shenzhen Dritter in der Staffel geworden war.
Bei den Afrikameisterschaften 2012 in Porto Novo gewann de Beer über 400 Meter in neuer persönlicher Bestleistung von 45,67 Sekunden die Bronzemedaille sowie die Silbermedaille in der 4-mal-400-Meter-Staffel. Bei den Olympischen Spielen in London belegte er mit der Staffel den achten Rang.

## Persönliche Bestzeit
- 400 m: 45,67 s, 29. Juni 2012, Porto-Novo